# Касподжо
Каспо́джо (итал. Caspoggio) — коммуна в Италии, в провинции Сондрио области Ломбардия.
Население составляет 1 585 человек, плотность населения составляет 264 чел./км². Занимает площадь 6 км². Почтовый индекс — 23020. Телефонный код — 0342.